# Torraires de Montblanc
Els Torraires de Montblanc són la colla castellera refundada l'any 1994 que es considera hereva de l'antiga colla dels Torraires que existí durant el segle xix a la vila de Montblanc, comarca de la Conca de Barberà. Vesteixen camisa de color grana, faixa negra i pantaló blanc.

## Història

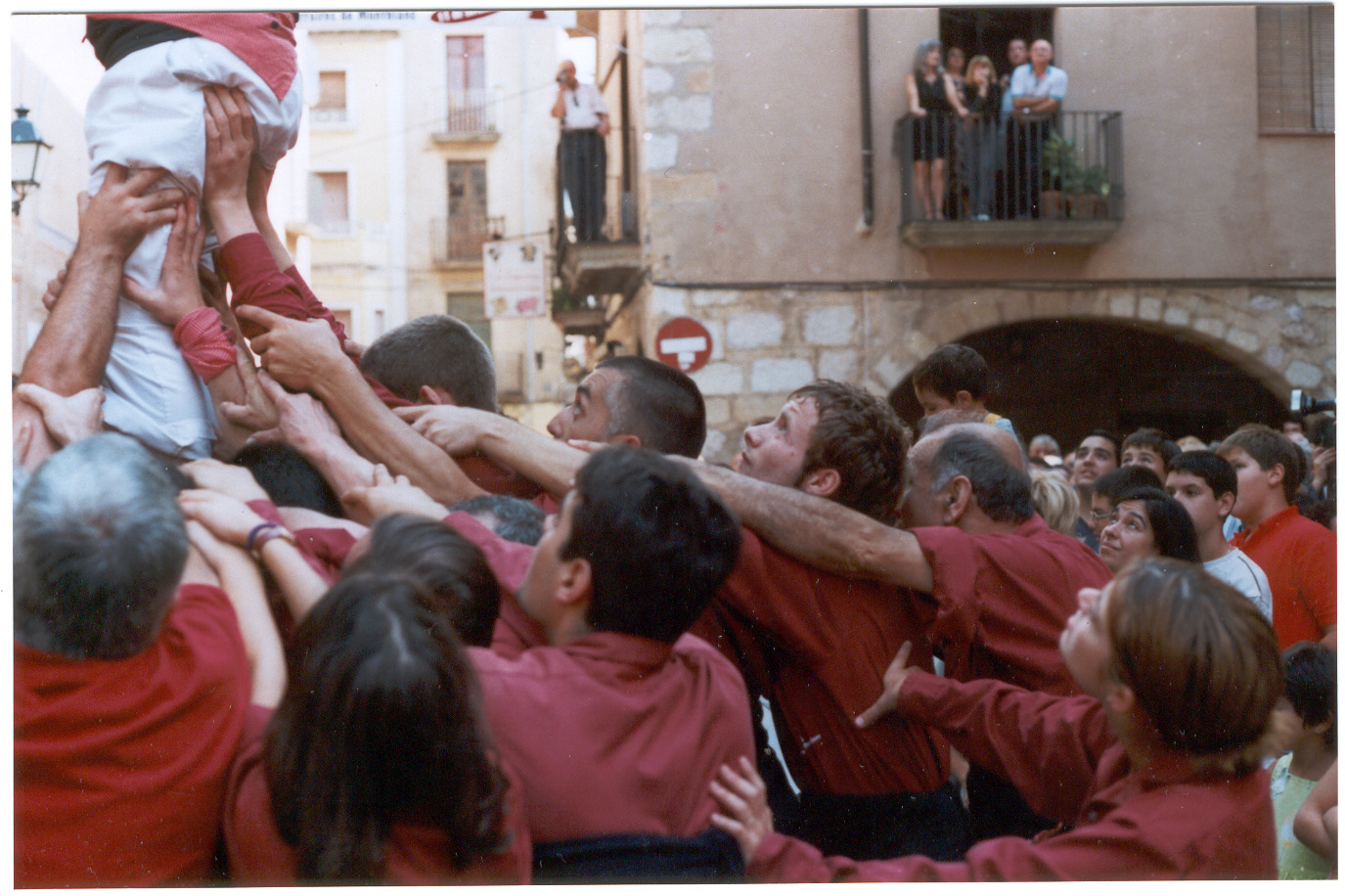
Els Torraires de Montblanc

La primera referència sobre el fet casteller a Montblanc data d'un diari del 1816 que relata l'actuació de "tres bayles de Valencianos con sus elevadas torres". La primera menció documental del nom de "torraires", però, la trobem l'any 1849, quan actuaren davant la Mare de Déu de la Serra (Montblanc). A mitjan segle xix, els cronistes locals expliquen els castells que realitzaven els Torraires en aquelles dates. Segons Lluís Vives, es van alçar els castells de quatre de vuit, tres de nou, dos de set, i el pilar de set amb tota perfecció. Ramon Cantó afirmava: "y els nostres ulls ho han vist, los 3 de 9, los 2 de 7 i l'espedat de sis". Una mica més tard, Josep Maria Poblet deixà escrit que "alçaven el pilar de cinc i el dos de set. I de torres, l'extens repertori: el cinc de set, el quatre de set, amb el pilar de cinc al mig, el tres i el quatre de vuit. I també el tres de set, alçat per baix".
El 1871 visitava Montblanc el rei Amadeu I d'Espanya, i els Torraires li oferiren un repertori dels seus castells.
A final de segle xix, amb l'arribada de la fil·loxera, tot el món casteller es veuria greument afectat. Els Torraires no en serien cap excepció i la colla (agrupada de nou) es veié greument afectada; els castells anirien disminuint d'alçada i la colla aniria perdent membres. El 1902, un grup important de torraires ajudaren la Colla Vella dels Xiquets de Valls al Concurs de Castells de Barcelona.

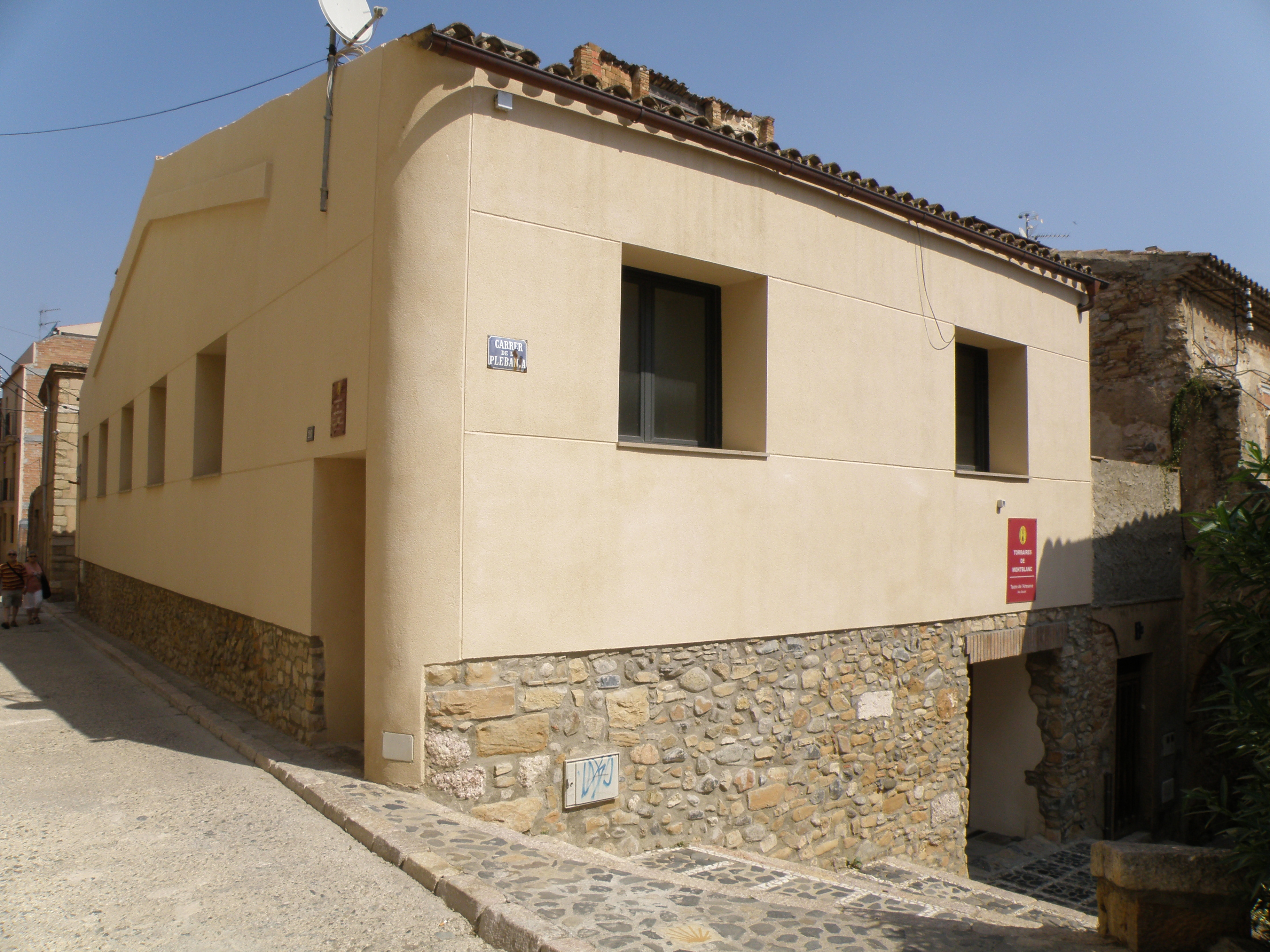
Teatre de l'Artesana, actual seu dels torraires.

El 18 de desembre de 1994 es van refundar oficialment els nous Torraires de Montblanc. En només tres anys, es descarregaria el primer castell de set de la nova etapa de la colla.
A partir de l'any 2000, els Torraires entren en decadència. Molta de la gent del principi ha anat abandonant la colla, cosa que comporta la pèrdua de la seva condició de colla de set. El nivell de la colla anirà baixant fins a la temporada 2005. Actualment, després d'un període només fent pilars per falta d'efectius, han recuperat antics castellers i nous membres i han pogut realitzar castells de sis. Els Torraires de Montblanc escullen nova presidenta l'any del 25è aniversari de la colla.